# Coimbra (Sé Nova, Santa Cruz, Almedina e São Bartolomeu)
Pour les articles homonymes, voir Coimbra (homonymie).
Coimbra (Sé Nova, Santa Cruz, Almedina e São Bartolomeu) est une paroisse civile portugaise (en portugais : freguesia) de la municipalité de Coimbra dans le district du même nom. Elle est créée en 2013, par fusion des paroisses de Sé Nova, Santa Cruz, Almedina et São Bartolomeu.

## Géographie
Coimbra (Sé Nova, Santa Cruz, Almedina e São Bartolomeu) fait partie des paroisses urbaines de Coimbra. Elle est située sur la rive nord du Mondego et correspond principalement au centre-ville historique de Coimbra.

## Histoire
La paroisse est créée par la loi no 11-A/2013 du 28 janvier 2013 portant réorganisation administrative du territoire des freguesias, en fusionnant les paroisses de Sé Nova, Santa Cruz, Almedina et São Bartolomeu. Son nom officiel est União das Freguesias de Coimbra (Sé Nova, Santa Cruz, Almedina e São Bartolomeu) et son siège est fixé à Sé Nova.

## Démographie
Lors du recensement de 2021, Coimbra (Sé Nova, Santa Cruz, Almedina e São Bartolomeu) compte 13 880 habitants. C'est alors la 4e paroisse la plus peuplée de la municipalité de Coimbra, qui totalise 140 816 habitants, derrière Santo António dos Olivais (41 150), Eiras e São Paulo de Frades (17 574) et São Martinho do Bispo e Ribeira de Frades (15 315).